# Tipologia serrat del Capell
La Tipologia serrat del Capell és una obra de Cantallops (Alt Empordà) inclosa a l'Inventari del Patrimoni Arquitectònic de Catalunya.

## Descripció
Conjunt de tres cases situades molt a prop del nucli històric del poble. Són tres cases, una de les quals arremolinada i les altres dues en pedra, de planta baixa i pis a les quals s'hi accedeix a través de la porta d'accés a dins d'un porxo. Aquest dona lloc a una terrassa a la qual s'hi accedeix a través de l'obertura del primer pis o bé a través d'una escala exterior. La coberta de les tres cases és a una sola vessant.